# يشيلاوة (جليكخان)
يشيلاوة (بالتركية: Yeşilova)‏ هي قرية تتبع إداريّاً لمديرية جليكخان في محافظة أديامان التركية، بلغ عدد سكانها 132 نسمة في عام 2021.
كانت قرية يشيلاوة نجع تابع لقرية يشيلتبه حتى عام 2016.